# 國會宮 (克羅埃西亞)

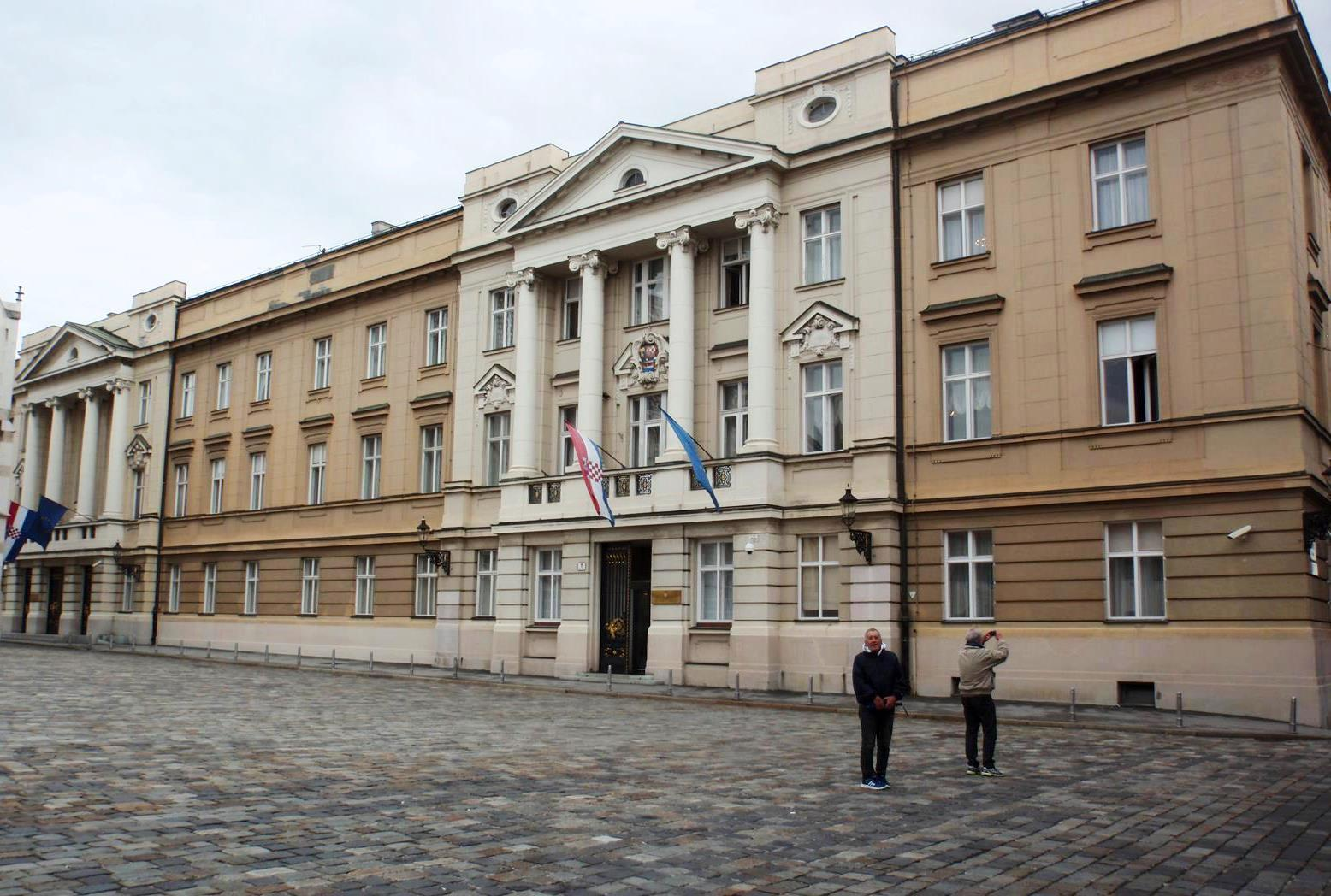

國會宮是克羅埃西亞首都薩格勒布的一座建築，該建築是克羅埃西亞議會的辦公地點。國會啟用於1737年。1911年，國會宮實現了其最近一次擴建。

## 外部連結
- Sabor palace on official website （页面存档备份，存于）